# Без обмана
«Без обма́на» — третий сингл рок-группы «Мумий Тролль» с альбома «Точно Ртуть Алоэ». Сингл вышел 19 мая 2000 года вместе с очередным номером журнала «Неон», CD-релиз состоялся 24 июля.

## Предыстория и запись
После выхода альбома «Икра» и продолжительного гастрольного тура «Так надо», длившегося с октября 1997 года по декабрь 1998 года, в мае 1999 года группа делает демозаписи для альбома «Точно Ртуть Алоэ».
8 ноября 1999 года в двух версиях вышел первый сингл «Невеста?» с альбома. Клип на заглавную песню сингла был снят в октябре. В сингл вошли: заглавная песня в сингл- и live-версии, новая песня — би-сайд «Вечер», названная «романтической», и несколько ремиксов.
31 декабря состоялся релиз второго сингла «Карнавала. Нет». В конце декабря был снят клип на заглавную песню, названный «рок-боевиком». Он был запланирован к показу на ТВ в Новогоднюю ночь, но президент России Борис Ельцин испортил грандиозные планы Мумий Тролля и Генерального директора ОРТ Константина Эрнста, объявив о преемнике. В результате всё было исправлено в сторону этой новости. Премьера клипа на ТВ состоялась лишь 16 января 2000 года. В новый сингл вошли: заглавная песня, второй би-сайд — «Масло», названный, как и клип на заглавную песню, «рок-боевиком», и три ремикса.
5 февраля 2000 года состоялся релиз альбома Точно Ртуть Алоэ, изданного на лейбле «Утекай Звукозапись», после чего Мумий Тролль отправился в Ртуть Алоэ Тур в поддержку нового альбома, одновременно записывая третий сингл «Без Обмана».

## Релиз
19 мая 2000 года, накануне фестиваля Максидром, вместе с очередным номером журнала «Неон» вышел сингл «Без Обмана». Третий сингл, как и два других, содержал би-сайд — «пионерский хит» «Девочкодруг». Первоначально именно песня «Девочкодруг» была включена в трек-лист альбома Точно Ртуть Алоэ, но для придания альбому стилистического разнообразия и эклектического шарма она в последний момент была заменена на композицию «Без Обмана».

Я думаю, нашим слушателям чрезвычайно интересно иметь не только наши альбомы, где есть определенное количество песен, но и синглы. На синглах полюбившиеся песни представлены в различных трактовках других артистов, диджеев. Кроме того, на синглах также присутствуют песни, которые по тем или иным причинам не входят в альбом.— Илья Лагутенко

## Список композиций (версия с журналом «Неон»)
| №  | Название                                                       | Длительность |
| -- | -------------------------------------------------------------- | ------------ |
| 1. | «Без Обмана»                                                   | 3:25         |
| 2. | «Всё будет! (mix Dzuma & Ag)»                                  | 4:39         |
| 3. | «Без Обмана (heavy mental mix [extreme level] by Alex@ndroid)» | 3:52         |
| 4. | «Девочка (Dj Ram String mix)»                                  | 2:35         |
| 5. | «Bez Obmana (Synchro mix by Moscow Grooves Institute)»         | 3:17         |
| 6. | «Sweet Nabadabadam (remix by That Black)»                      | 4:27         |
| 7. | «Девочкодруг»                                                  | 3:49         |

## Пресс-релиз
Про заглавную композицию сингла было сказано: «Во время концертов „Ртуть алоэ тура“ из всех новых композиций этот диско-номер воспринимается публикой наиболее горячо. Зал превращается в нечто среднее между ночной дискотекой и половецкими плясками на закате. Клип на эту песню, снятый рижским видео-маэстро Виктором Вилксом („Невеста?“, „Ранетка“) в разных городах земного шара, появится на телеэкранах в конце мая».
Ремикс на «Без Обмана», сделанный культовыми таллинскими диджеями Dzuma & Ag, специализирующимися на эйсид-джазе и синти-попе, был назван «экологически безупречным ремиксом на „Без обмана“».
Мумий Тролль и диджеи встретились зимой 2000 года. Группа показалась холодным прибалтам «стильной группой, играющей стильную музыку и выглядящими на удивление хорошо». Сам ремикс был описан в пресс-релизе так:

В своей приджазованной версии мумийтроллевского хита прибалтийские саунд-дизайнеры изменили первоначальные гармонии, — все получилось на редкость светло и красиво. В этом диско-ремиксе использованы живая бас-гитара и фрагменты экзотических мелодий, взятых с виниловых пластинок из личной коллекции таллиннского проекта. Результат — музыка для преуспевающих людей, которую они слушают утром, направляясь в офис. Тонкая работа…
Хеви-ментал ремикс на «Без Обмана» создали Алекс и Андроид без помощи компьютеров, используя при этом подчеркнуто некачественную электронику. Оба рижанина уже сотрудничали с Мумий Троллем: Алекс сделал ремикс на песню «С Новым Годом, Крошка!» из одноимённого макси-сингла, Андроид выступил под псевдонимом Android Necto с шаржем-поздравлением с Новым Годом.

В ремиксе «Без обмана» практически ничего нет, кроме припанкованного звучания и удара. Мы больше продюсеры, чем художники. У нас — радиовещание, и мы музыку не придумываем, а по-своему транслируем.— Андроид о ремиксе
Ремикс на «Девочку», который создал Диджей Рэм, уже к тому моменту создавший ремиксы на песни «С Новым Годом, Крошка!», «Забавы», «Невеста?» и «Так надо» получился как «заботливая имитация Венского симфонического оркестра, играющего на королевской коронации дворовую песню в барочной аранжировке». Диджей Рэм — один из немногих русских электронщиков, кто сумел покорить волны европейских радиоэфиров и попасть в ротацию дублинских FM и ВВС.
Синхро-ремикс на «Без Обмана», созданный Аркадием Марто и Борисом Назаровым, нашпигован всевозможными электронными изысками и при этом адаптирован для восприятия слушателей всех музыкальных направлений.

Нам очень приятно работать с этой группой. Поставлен изначально очень высокий качественный уровень, и мы просто не имеем права опускать планку ниже.— А. Марто и Б. Назаров
Ещё один ремикс на «Без Обмана», сотворённый украинским диджеем Владиславом Креймером (That Black), был назван «пронзительной одой непорочности и незамутненной женской чувственности периода весенней влюбленности. Падает разбитое в ванной зеркало, следует томный шепот, вокальные признания, и, наконец, все, затихает… В тумане».

Я хотел сделать красивую вещь и решил подойти к ней нетрадиционно. Мое внимание привлекли гармоническая развитость и женские подпевки, которые в оригинале отодвинуты на второй план— В. Креймер делится впечатлениями
.
Би-сайд «Девочкодруг», записанный летом 1999 года в Лондоне в процессе подготовки альбома Точно Ртуть Алоэ, был назван «абсолютно новым супер-хитом Мумий Тролля».

## CD-релиз сингла
CD-релиз «Без Обмана» состоялся лишь 24 июля 2000 года с изменённым трек-листом. В него также были добавлены «Безобманные технологии». В новую версию сингла вошла live-версия заглавной песни, записанная на выступлении группы на фестивале Максидром 20 мая 2000 года.

## Список композиций (CD-релиз)
| №   | Название                                                       | Длительность |
| --- | -------------------------------------------------------------- | ------------ |
| 1.  | «Без Обмана»                                                   | 3:29         |
| 2.  | «Всё будет! (mix Dzuma & Ag)»                                  | 4:42         |
| 3.  | «Без Обмана (Space Disco remix by An-2)»                       | 3:59         |
| 4.  | «Без Обмана (heavy mental mix [extreme level] by Alex@ndroid)» | 3:55         |
| 5.  | «Девочка (МТ на Дискотеке Авария)»                             | 3:47         |
| 6.  | «Bez Obmana (Synchro mix by Moscow Grooves Institute)»         | 3:19         |
| 7.  | «Невеста? (Алекс Ветров 2 Step mix)»                           | 3:16         |
| 8.  | «Sweet Nabadabadam (remix by That Black)»                      | 4:31         |
| 9.  | «Девочкодруг»                                                  | 3:55         |
| 10. | «Без Обмана (Live на Maxidrom 2000)»                           | 5:00         |

## Безобманные технологии
На CD-релизе сингла есть файлы в формате .wav с отдельными треками и семплами песни «Без Обмана», которые фанаты Мумий Тролля могут использовать для создания собственного ремикса на песню.
1. Голос Ведущего
2. Отзывы Ведомых
3. Надежды Маленький Оркестр
4. Между Нами Фанки
5. Тяжелый Рок
6. Тайны Вуду
7. Фрикадельки
8. Стиви Уандер Видит!
9. Сдвиг и Его Карма
10. Пульс Планеты
11. Большой Оркестр Без Обмана
12. Медные Трубы

## Производство
- Все песни — Мумий Тролль / И. Лагутенко.
- Ремиксы: Dzuma & Ag, An-2, Alex@ndroid, Дискотека Авария, Moscow Grooves Institute, Александр Ветров, Dj Ram, That Black.
- Запись сведение, звукопроизводство (1, 9): Крис Бэнди.
- Музыканты (1, 9): трио X@el — голоса, Paul Wallis — губные гармошки.